# グローバルウィザス
株式会社グローバルウィザスは、日本語学校のチェーンを運営している教育サービス企業。
株式会社ウィザスの子会社として、株式会社エヌ・アイ・エスと株式会社Genki Globalの合併でできた。

## 事業展開
- I.C. NAGOYA：1983年から名古屋市で外国人向け日本語教育を提供している、法務省告示日本語学校。主にアジアから進学目的の学生を受け入れている。[2]
- Genki Japanese and Culture School：福岡、東京、京都と沖縄の４拠点で主に欧米の学習者向けに日本語と日本文化を教えている日本語学校。国際語学学校連盟（IALC）の加盟校で、日本語学校として唯一STスターアワードで多言語部門にて複数回大賞を受賞[3]